# Tigerbusch

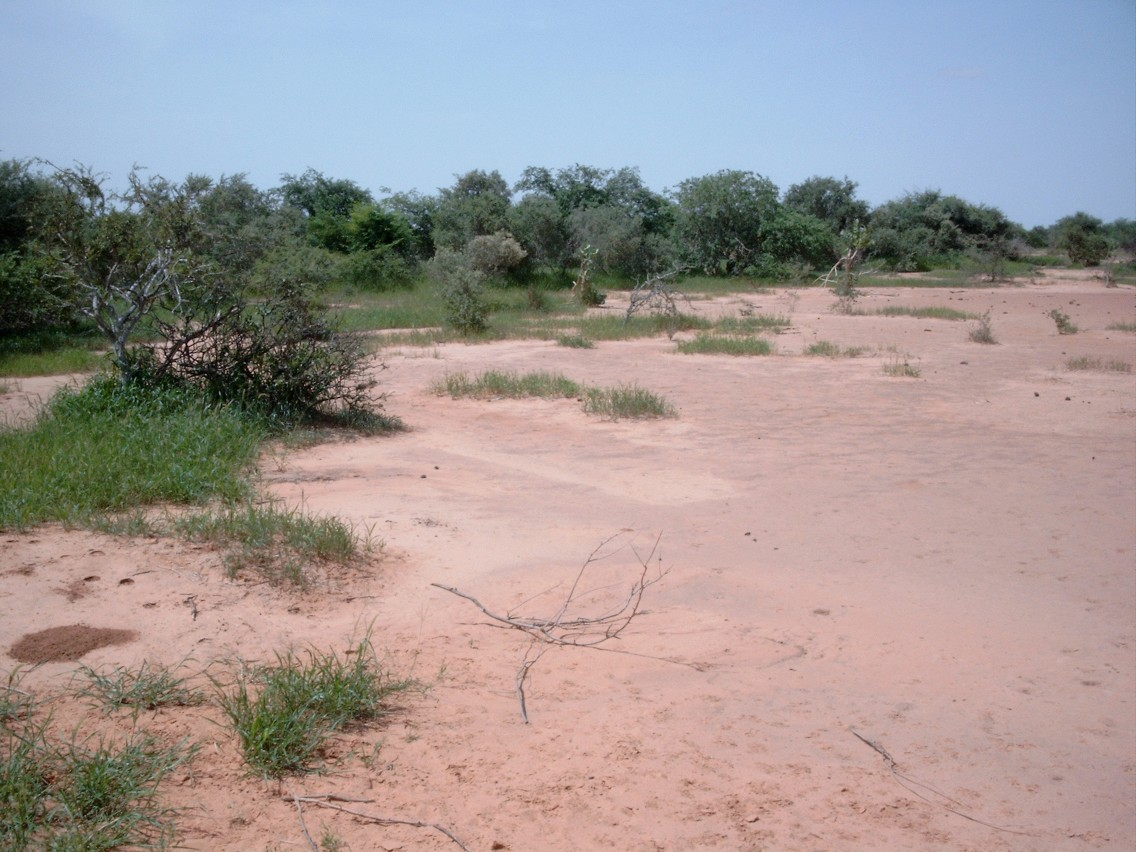
Vegetationsband. Tigerbusch im Sahel Burkina Fasos.

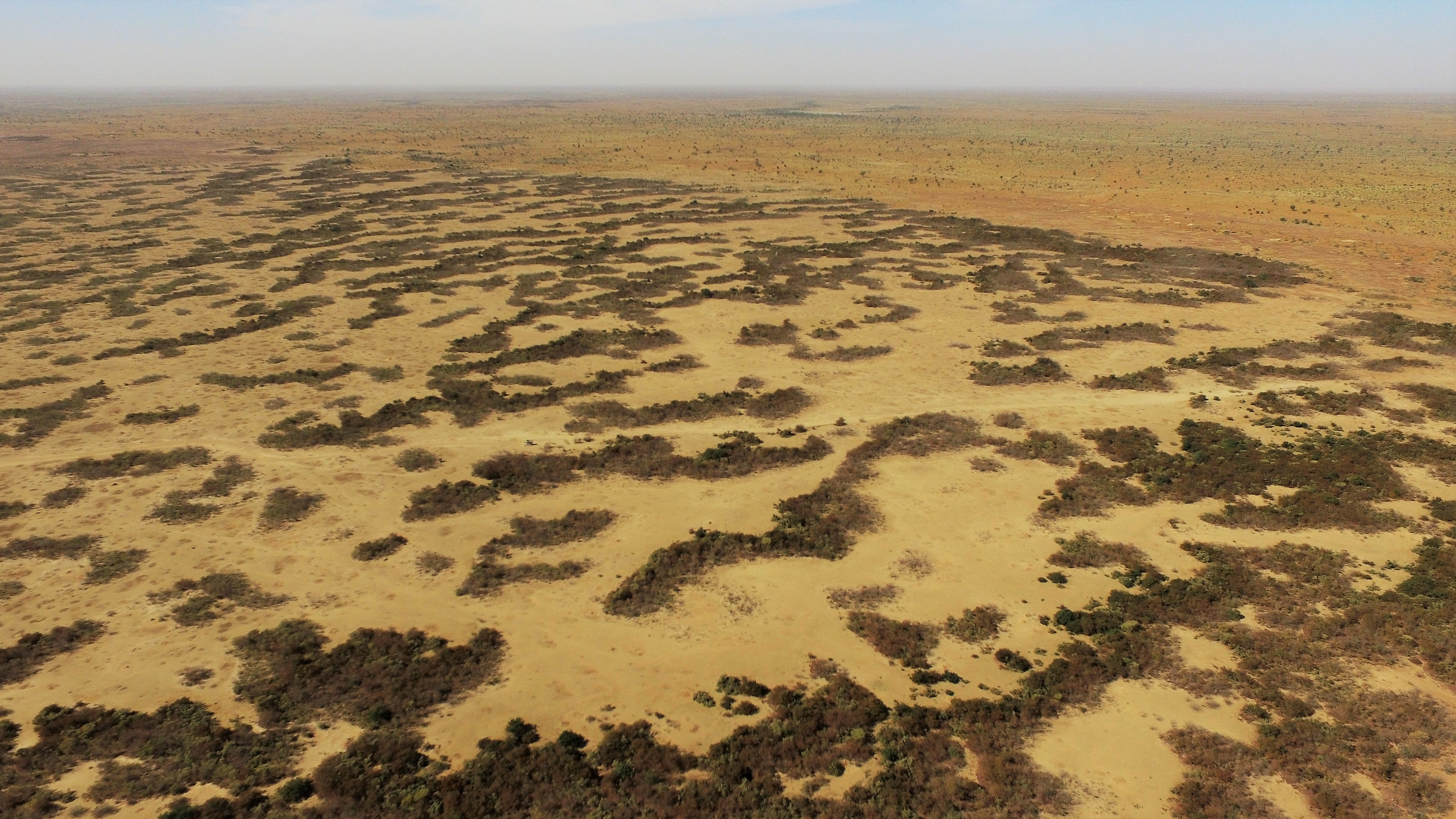
Luftaufnahme eines Tigerbuschgebiets in Niger mit seinem typischen Vegetationsmuster. Es gibt eine scharfe Grenze zwischen dem Tigerbuschgebiet und der fernen Sahel-Ebene, wo die Vegetation viel spärlicher ist.

Der Tigerbusch ist eine Vegetationsform, die nur unter bestimmten Boden- und Klimabedingungen vorkommt. Auf vegetationslose Streifen folgen Streifen dichter Vegetation. Der Begriff geht auf Albert Clos-Arceduc zurück, der 1956 erstmals von brousse tigrée schrieb.
Tigerbusch ist aus Ostafrika, der Sahelzone, Australien, den USA und Mexiko bekannt. Er kommt dort vor, wo zu wenig Regen fällt, um eine geschlossene Vegetationsdecke zu gewährleisten und eine geringe Hangneigung und Oberflächenverkrustung der vegetationsfreien Flächen zu flächenhaftem Abfließen der Niederschläge führen. Die Vegetationsbänder erhalten so deutlich mehr Wasser als sonst unter gleichen Niederschlagsbedingungen zur Verfügung stände.
Auf eine vegetationslose Zone folgt hangabwärts eine Pionierzone mit hohem Anteil krautiger Vegetation, die Kernzone des Vegetationsbandes mit dichter Gehölzvegetation und schließlich die Seneszenzzone, in der Gehölze absterben. Im Laufe der Zeit wandern die Vegetationsbänder durch Zuwachs und Absterben hangaufwärts.